# Cueva de Villa Luz
Die Cueva de Villa Luz ist eine Höhle in der Nähe des Ortes Tapijulapa im mexikanischen Bundesstaat Tabasco. Sie ist auch unter verschiedenen anderen Namen bekannt, die sich auf die Geologie und Ökologie der Höhle beziehen. Die Höhle weist aufgrund zahlreicher schwefelwasserstoffhaltiger Quellen und wegen Folgereaktionen große Mengen an Gips- und Schwefelablagerungen auf. Auf Bakterien, die den Schwefelwasserstoff als Energiequelle nutzen können, ist eine für Höhlen große Artenvielfalt zurückzuführen, da diese Bakterien die Nahrungsgrundlage verschiedener Tiere bilden. Sie ist neben der Höhle von Movile in Rumänien in der Nähe des Schwarzen Meers die einzige bekannte Höhle, in der Schwefelbakterien die Grundlage des Ökosystems bilden.
In der präspanischen Zeit wurde die Cueva de Villa Luz vom indigenen Volk der Zoque als religiöse Stätte genutzt. Auf Basis des dort durchgeführten historischen Rituals wird am Palmsonntag ein Fest begangen, das von Einheimischen und Touristen besucht wird.

## Lage
Die Cueva de Villa Luz liegt etwas mehr als drei Kilometer südlich vom Ort Tapijulapa im Süden des mexikanischen Bundesstaats Tabasco und anderthalb Kilometer westlich vom Río Oxolotán. Sie befindet sich im Arroyo del Solpho, einem Tal an einem niedrigen Bergkamm aus Kalkstein. Das Gebiet liegt im Naturschutzgebiet Parque estatal de la Sierra de Tabasco.
Die Region ist ein steil ansteigendes Vorland des Gebirgszugs Sierra Madre de Chiapas. Aufgrund eines niederschlagsreichen und warmen Klimas wächst auf den Berghängen eine dichte Vegetation. In der Gegend liegen viele Höhlen.

## Geologie

### Geologisches Umfeld
Die Höhle befindet sich in einem Ausläufer der Sierra Madre von Chiapas, einem Gebirgszug im Südosten Mexikos. Die Sierra-Madre-Formation hat sich hauptsächlich aus Karbonatsedimenten der mittleren Kreidezeit gebildet, teilweise befinden sich dort auch Gesteinsschichten mit Ursprung im Jura und in der Trias.
In einer Entfernung von 25 Kilometern westlich der Höhle befinden sich Sulfidvorkommen, die wirtschaftlich genutzt werden können. Ungefähr 50 Kilometer westlich befindet sich der aktive Vulkan El Chichón, der zuletzt 1982 ausgebrochen ist. Nördlich der Höhle, in ungefähr 65 Kilometern Entfernung, bei Villahermosa, wird Erdöl gefördert. Möglicherweise gelangt Schwefelwasserstoff von den Ölfeldern oder aus dem vulkanischen Gebiet zu den Quellen innerhalb der Cueva de Villa Luz.

### Entstehung
Die Cueva de Villa Luz ist eine hypogene Höhle. Sie wurde hauptsächlich durch aus der Tiefe aufsteigendes schwefelreiches Wasser gebildet, während die Höhlenbildung durch Oberflächenwasser nur einen kleinen Anteil hatte. Das Grundgestein wurde vom Quellwasser umflossen und durch chemische Prozesse und Erosion abgetragen, sodass ein Hohlraum entstand. Vermutlich waren an den Positionen der Lichtschächte in der Höhle Quellen beteiligt, die an die Oberfläche führten. Diese These wird durch die Vielzahl der Quellen in der Höhle gestützt. Da der Fluss in der Nähe der Höhle durch Erosion sein Flussbett vertiefte, sank der Grundwasserspiegel und Teile der Höhle fielen trocken, so dass seitdem das Quellwasser durch den luftgefüllten Raum innerhalb der Höhle als Bach floss.
In der Höhle laufen verschiedene chemische Reaktionen ab, wodurch sich Schwefelsäure und anschließend Gips bilden. Im ersten Schritt reagiert Schwefelwasserstoff mit atmosphärischem Sauerstoff zu elementarem Schwefel und Wasser.
{\displaystyle {\ce {2 H2S + O2 -> 2 S^0 + 2 H2O}}}
Der Schwefel kann sowohl abiotisch als auch biotisch durch Mikroorganismen oxidiert werden, wodurch Schwefelsäure entsteht.
{\displaystyle {\ce {2 S^0 + 3 O2 + 2 H2O -> 2 SO4^2- + 4 H+}}}
oder
{\displaystyle {\ce {H2S + 2 O2 -> SO4^2- + 2 H+}}}
Die gebildete Schwefelsäure reagiert beim Vorgang der Schwefelsäureverwitterung mit Kalk aus dem Kalksandstein, der sich hierdurch langsam auflöst (dissolviert), da die Calciumionen in Wasser löslich sind und zudem Kohlenstoffdioxid freigesetzt wird.
{\displaystyle {\ce {CaCO3 + 2 H+ -> Ca^2+ + H2O + CO2}}}
Die gelösten Calciumionen verbinden sich anschließend mit den Sulfationen der Schwefelsäure zu wasserunlöslichem Gips. Gipskristalle kommen als Überzug an den Felswänden vor oder hängen als Gipsstalaktiten von der Decke der Höhle.
{\displaystyle {\ce {Ca^2+ + SO4^2- + 2 H2O -> CaSO4*2H2O}}}
Möglicherweise führten auch andere biotische und abiotische Reaktionen zu denselben Ergebnissen bei der Höhlenbildung.
Neben diesen Vorgängen auf der Grundlage von Schwefel spielt Kohlensäure, die sich aus Wasser und aus den Quellen austretendem Kohlenstoffdioxid bildet, ebenfalls eine Rolle bei der Auslösung des Kalksteins. Das entstandene Calciumhydrogencarbonat ist im Vergleich zum Kalkstein wesentlich wasserlöslicher.
{\displaystyle {\ce {H2O + CO2 -> H2CO3}}}
{\displaystyle {\ce {CaCO3 + H2CO3 -> Ca^2+ + HCO3-}}}

### Höhlenatmosphäre
Beim Betreten der Höhle ist ein Geruch nach faulen Eiern wahrnehmbar, der von dem Schwefelwasserstoff herrührt. Das giftige Gas mit einer Maximalen Arbeitsplatz-Konzentration (MAK) von 5 ppm tritt aus mehr als einem Dutzend Quellen aus und hat einen Anteil von 1 bis 40 ppm in der Höhlenatmosphäre, vereinzelt steigt der Anteil innerhalb weniger Minuten auf bis zu 240 ppm an. Die Atmosphäre in der Höhle unterscheidet sich auch für andere Gase von der normalen Zusammensetzung im Außenbereich. Der Sauerstoffanteil liegt teilweise unter 10 %, während Kohlenstoffmonoxid einen Anteil von 85 ppm (MAK von Kohlenstoffmonoxid bei 35 ppm) hat. Der Kohlenstoffdioxidanteil liegt bei 420 bis 900 ppm, der von Methan bei 1,88 bis 3,67 ppm. In der Nähe der Quellen sind die Werte für Schwefelwasserstoff, Kohlenstoffdioxid und Methan höher. Wegen der erhöhten Konzentration der giftigen Gase fühlen sich Höhlengänger während des Besuchs und danach oft krank. Aus diesem Grund sollten die hinteren Höhlenbereiche nur mit einer entsprechenden Atemausrüstung mit Sauerstoffmaske betreten werden.

## Beschreibung
Die Cueva de Villa Luz ist eine 500 Meter lange Karsthöhle. Wenn alle Haupt- und Seitengänge gemessen werden, haben sie insgesamt eine Länge von ungefähr 1900 Metern. In der Höhle befinden sich mehrere Kammern, die durch niedrige Passagen miteinander verbunden sind. Die Hauptkammer hat eine Höhe von etwa 12 Metern. Insgesamt sind in der Decke 24 Öffnungen, wodurch in manche Bereiche Frischluft und Licht gelangen können. Wegen der Lichtschächte hat die Höhle den Namen Cueva de Villa Luz erhalten, was Höhle des erleuchteten Hauses bedeutet. Die meisten Öffnungen befinden sich jedoch in Spalten, so dass das Licht oft nicht den Innenraum der Höhle erreicht. Vereinzelt ist die Decke eingebrochen. Das Relief der Höhle hat Höhenunterschiede von nur 25 Metern. Von den Einwohnern Tapijulapas wurde eine Treppe als Zugang zur Höhle erbaut.

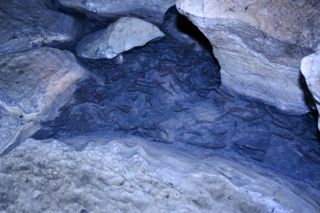
Gewässer im Innenraum der Höhle

Die Wände, die Decke und die Bereiche des Grundes, die nicht vom Bachlauf erreicht werden, sind größtenteils von mikrokristallinem Gips bedeckt. Am Boden sammelt sich heruntergefallener Gips teilweise bis auf eine Höhe von mehreren Metern an. An der Decke und an überhängenden Wänden hängen bis zu 10 Zentimeter lange, blattartige Gipsstrukturen, die in den Raum zeigen. Der Gips besteht zum Teil auch aus Marienglas. Elementarer Schwefel lagert sich teilweise auf dem Gips oder auf unlöslichem Gestein ab. Vor allem in der Nähe der schwefelwasserstoffhaltigen Quellen sind größere Mengen an Schwefelablagerungen erkennbar. In einer Passage formt der elementare Schwefel mehrere Zentimeter lange, lamellenartige Strukturen, die sich einen halben bis einen Meter über der Wasseroberfläche befinden. Vereinzelt ist Calcit in Form von Mondmilch abgelagert. In einzelnen Kammern sind Stalagmiten und Stalaktiten vorhanden. Im Sediment des Bachlaufs befinden sich verschiedene Minerale, wie Ton, Quarz und Minerale metamorphen und magmatischen Ursprungs, z. B. Labradorit, Hornblende, Chloritminerale, Zirkon und Muskovit. Auch Schiefer wurde in diesem Sediment gefunden.
An manchen Stellen hängen viele Bakterienkolonien als schleimige Fäden von der Decke, an denen Schwefelsäure heruntertropft. Die Schwefelsäure hat teilweise einen pH-Wert von 1 oder niedriger, weshalb sie in der Lage ist, Löcher in Kleidung zu ätzen.
Die mittlere Temperatur in der Höhle ist mit 28 °C etwas höher als außerhalb der Höhle, wo die Durchschnittstemperatur bei 27 °C liegt. Die Höhle wird von mindestens 26 Thermalquellen gespeist, aus denen Wasser mit einer Temperatur um 28 °C tritt, während das Grundwasser in der Region eine Temperatur von 22 bis 24 °C aufweist.

## Bachlauf

### Bachlauf in der Höhle

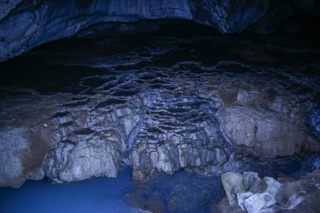
Bachlauf in der Höhle

Ein zweiarmiger Bach fließt über die gesamte Länge der Höhle und wird durch viele Quellen gespeist. Das Wasser einiger Quellen enthält den giftigen Schwefelwasserstoff. Die Schwefelwasserstoffkonzentration im Wasser ist im hinteren, durch einen Wasserfall abgegrenzten Bereich geringer, weil dort weniger Schwefelwasserstoff durch die Quellen eingetragen wird. Zum Teil ist das Quellwasser klar, zum Teil entspringt milchig blaues, getrübtes Wasser, für dessen Färbung vermutlich Calciumsulfat oder elementarer Schwefel verantwortlich ist.
Der Bachlauf hat durchschnittlich eine Tiefe von 30 bis 60 Zentimetern und ein geringes Gefälle. In Bereichen geringer Strömung befindet sich am Grund des Bachbettes grauer bis schwarzer Schlamm, ansonsten besteht das Bett aus nacktem Fels. Im Bach befinden sich einige tiefere Becken mit einer Tiefe von bis zu anderthalb Metern.

### El Azufre

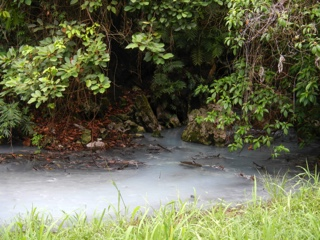
El Azufre

El Azufre ist ein Bachlauf, der in den Hügeln südwestlich oberhalb der Höhle entspringt. Nach dem Ausfluss vereinigt sich der Höhlenbach mit dem El Azufre. Er fließt weitere anderthalb Kilometer, bis er über einen Wasserfall in den zum Río-Grijalva-Flusssystem gehörenden Río Oxolotán mündet. El Azufre wird auch von einem Wasserlauf aus einer weiteren Höhle gespeist, der Cueva Luna Azufre, in der sich jedoch entgegen ihrer Namensgebung keine Schwefelquellen befinden.
Auf der Strecke zwischen der Cueva de Villa Luz und der Mündung hat das Wasser wegen der Schwefel- und Sulfatverbindungen eine milchige bis hellblaue Färbung. Im El Azufre konnten trotz der toxischen Schwefelwasserstoffkonzentration zwei Fischarten nachgewiesen werden: Atlantikkärpflinge (Poecilia mexicana) und Salvins Buntbarsche (Trichromis salvini).

## Höhlenökologie
Aufgrund des Mangels an Licht können keine Pflanzen oder Algen in der Cueva de Villa Luz überleben. Diese bilden üblicherweise durch Photoautotrophie die Basis der Nahrungskette eines Ökosystems. Neben der Höhle von Movile ist die Cueva de Villa Luz die einzige bekannte Höhle, in der Schwefelwasserstoff die Grundlage für das Ökosystem bildet. Der Unterschied besteht darin, dass die Cueva de Villa Luz im Gegensatz zur Höhle von Movile kein geschlossenes System ist. Neben dem Schwefelwasserstoff kommt es zusätzlich zu Energieeinträgen durch Guano von Fledermäusen und durch Pflanzenreste, die durch die Oberflächenschächte und den Eingang in die Höhle gelangen. Diese Einträge spielen für das Ökosystem aber nur eine untergeordnete Rolle.

### Mikrobiologie

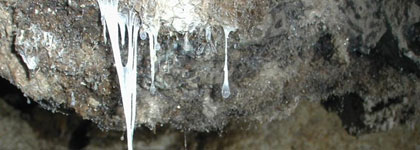
Snottiten in der Cueva de Villa Luz

Die Basis, die vielen weiteren Lebewesen das Überleben in dieser Höhle ermöglicht, sind schwefeloxidierende Bakterien, auch Schwefelbakterien genannt. Diese Bakterien aus den Gattungen Beggiatoa und Thiothrix gewinnen aus der chemoautotrophen Oxidation von Schwefelwasserstoff Energie, die sie zur eigenen Lebenserhaltung benötigen, wobei Thiotrix-Bakterien auch organisches Material verstoffwechseln können. Im Verhältnis zu vielen anderen Höhlen, in denen diese Art der Energiegewinnung nicht möglich ist, wird in der Cueva de Villa Luz eine große Biomasse produziert. Die Bakterien sind der Hauptproduzent, der von anderen Organismen wie Atlantikkärpflingen und Larven der Art Tendipes fulvipilus aus der Familie der Zuckmücken gefressen wird, und bilden somit die Grundlage verschiedener Nahrungsgemeinschaften. Im Wasser des Bachs leben außerdem eine Krabbenart aus der Gattung Hypolobocera, Fadenwürmer und Milben, die mitunter auch von Atlantikkärpflingen gefressen werden. Zudem leben im Wasser Raubwanzen der Gattung Belostoma, die ihren Saugrüssel in die Körper der Atlantikkärpflinge bohren und deren Blut saugen.
Auch außerhalb des Baches gibt es Bakterienkolonien, die von der Decke herabhängen und schleimigen Stalaktiten oder Rotzfäden ähneln. Diese Kolonien werden in wissenschaftlichen Veröffentlichungen Snottiten genannt. Sie gelten als Minibiotope der extremen Umweltbedingungen, da von ihnen produzierte hochkonzentrierte Schwefelsäure an ihnen herunterläuft, ohne dass sie dadurch geschädigt werden.

### Fauna

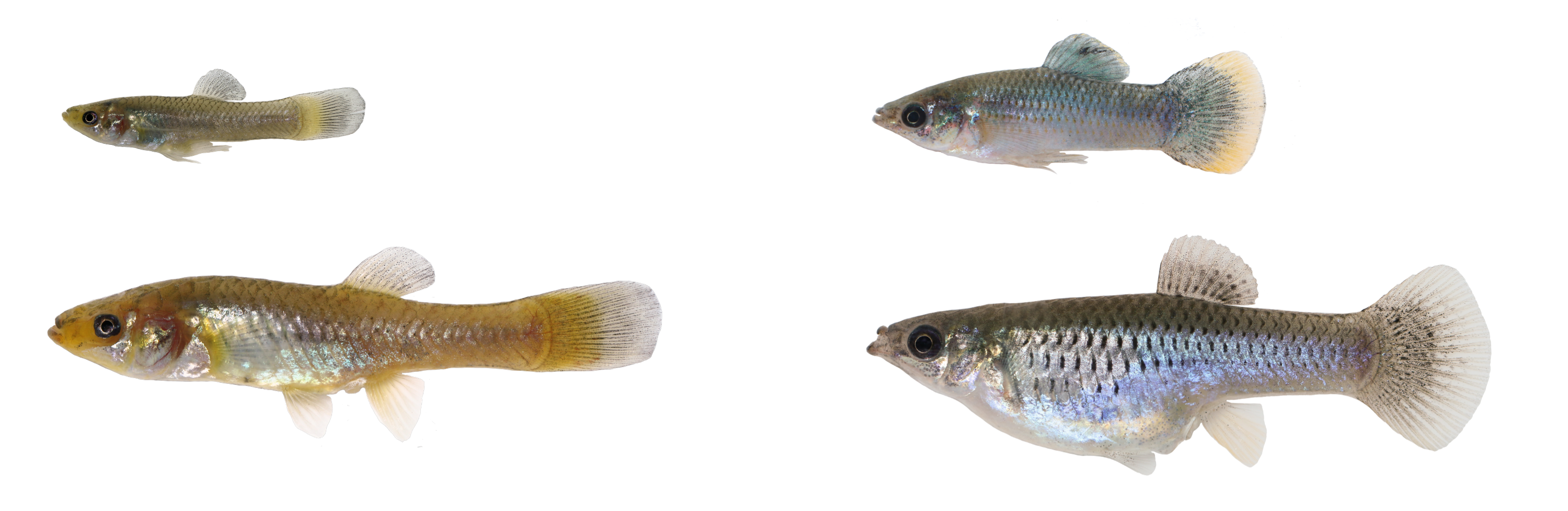
Vergleich der Atlantikkärpflinge aus der Höhle (links) und aus Oberflächengewässern (rechts)

Die Höhlenmollys, wie die Höhlenpopulation der Atlantikkärpflinge auch genannt wird, unterscheiden sich von ihren Artgenossen, die an der Oberfläche leben, durch verschiedene Merkmale. Sie haben reduzierte Augen, die jedoch funktionstüchtig und erkennbar sind. Bei manchen Individuen sind die Augen von einer feinen Haut überwachsen. Die meisten Höhlenmollys haben eine blasse Rosafärbung und farblose Flossen, einzelne Individuen weisen eine goldene Grundfärbung auf. Um die Geschlechtsöffnung haben Weibchen oftmals eine kissenartige Wucherung. Im Verhalten zeigen die Tiere der Höhlenpopulation ein geringeres Sexual- und Aggressionsverhalten als die Oberflächenpopulationen. Sie wurden häufiger als ihre oberirdischen Artgenossen bei der Luftatmung beobachtet, vermutlich, da im Höhlenwasser giftiger Schwefelwasserstoff gelöst ist. Es konnte außerdem nachgewiesen werden, dass zwischen der Höhlenpopulation und der Oberflächenpopulation im El Azufre keine gemeinsamen Nachkommen vorkommen, obwohl es keine räumliche Barriere am Eingang der Höhle gibt. Der Grund liegt darin, dass der gemeinsame Nachwuchs nicht überlebt, weil die Elterntiere an den jeweiligen Lebensraum angepasst sind; die gemeinsamen Nachkommen haben gegenüber den beiden Populationen einen Fitnessnachteil. Eine Untersuchung der Forschungsgruppe um Michael (Michi) Tobler von der Oklahoma State University zeigte, dass ein Ritual der ansässigen Zoque, bei dem Fische mit einem Barbasco-Gift gefangen werden, ebenfalls einen evolutiven Einfluss auf den Atlantikkärpfling hat. Es wurden Fische aus dem vorderen Bereich, in dem das Ritual stattfindet, und aus dem hinteren Bereich der Höhle hinsichtlich ihrer Resistenz gegen das Gift verglichen. Es zeigte sich, dass Individuen aus der Nähe des Eingangs eine längere Resistenz gegen das Toxin aufwiesen als die Population, die vorher keinen Kontakt zu dem Gift hatte.
In der Nähe der Snottiten wurden Asseln gefunden. Zudem befinden sich in den Snottiten Mesorhabditis acidophila, eine an die saure Umgebung angepasste Fadenwurmart, die unter anderem von Milben gejagt wird.
Neben den permanenten Bewohnern des Bachs in der Cueva del Azufre gibt es troglophile Tiere, die nur zeitweise in der Höhle leben. So nutzen beispielsweise Geißel- und Vogelspinnen sowie Fledermäuse die Höhle tagsüber als Rückzugsort. Auch Mückenschwärme lassen sich zur Eiablage in der Höhle nieder.
Bei einer Studie wurden im Jahr 2011 mikroskopische Gliederfüßer in der Höhle bestimmt. Hierbei wurden die Individuen in vier verschiedenen Höhlenbiotopen gesammelt: auf Guano, in der Bodenstreu von Oberflächenpflanzen, am Boden unter Schwefelbakterienkolonien und am Grund ohne einen der drei Faktoren. Die Forscher fanden insgesamt 169 verschiedene Arten, darunter waren Milben und Springschwänze die häufigsten Vertreter.

## Namenskunde

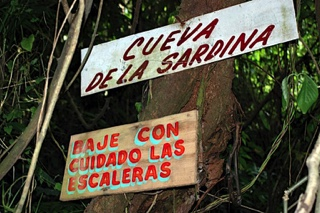
Hinweisschild am Höhleneingang mit dem in der Bevölkerung gebräuchlichen Namen Cueva de la Sardina

Die Höhle trägt unterschiedliche Namen, die sich jeweils auf die Geologie oder das Ökosystem in der Höhle beziehen.
Der in der Wissenschaft gebräuchliche Name Cueva de Villa Luz (dt. Höhle des erleuchteten Hauses) hat seinen Ursprung in den Lichtschächten, die sich in der Höhlendecke befinden. Aufgrund des Schwefelwasserstoffs und der Schwefelablagerungen trägt sie auch den Namen Cueva del Azufre (dt. Schwefelhöhle), dieser Name wurde auch dem milchig-blauen Bach gegeben, der aus der Höhle gespeist wird. Die Farbe des Bachs rührt von den im Wasser gelösten Schwefelverbindungen her.
Die meisten Namen nehmen Bezug auf die Höhlenmollys, die in der Höhle leben. So ist die Höhle unter den Namen Cueva de la Sardina, Cueva de las Sardinas oder Grutas de Sardina (dt. Sardinenhöhle) und Cueva de las Sardinas Ciegas (dt. Höhle der blinden Sardinen) in der lokalen Bevölkerung bekannt.

## Erschließung und Nutzung der Höhle

### Forschungsgeschichte
Bei den ersten dokumentierten wissenschaftlichen Untersuchungen im Gebiet der Cueva de Villa Luz entdeckten im April 1944 der Ethnologe M. W. Stirling vom Smithsonian Institution, seine Frau und R. H. Stewart von der National Geographic Society im Bach in und außerhalb der Höhle kleine blasse Fische, die am National Museum of Natural History als Zahnkärpflinge der Untergattung Mollienesia identifiziert wurden. Zwischen 1946 und 1959 folgten drei Expeditionen, bei denen das Hauptaugenmerk auf der Sammlung der Fische lag.
Im Jahr 1962 wurde durch Malcolm S. Gordon und Donn Eric Rosen erstmals eine detaillierte Beschreibung der Höhle veröffentlicht. Hierfür wurden verschiedene Parameter des Bachwassers bestimmt, beispielsweise der pH-Wert, die Temperatur und unterschiedliche Ionenkonzentrationen. Außerdem wurde die Höhle in diesem Zusammenhang zum ersten Mal kartiert.
Nachdem ihm eine indigene Frau den Tipp gegeben hatte, dass es in Tabasco viele schöne Höhlen gebe, besuchte und kartierte Jim Pisarowicz gemeinsam mit Warren Netherton 1987 verschiedene Höhlen der Region. Viele Einheimische empfahlen ihnen, die Cueva de Villa Luz zu besuchen. Die Cueva de Villa Luz war mit keiner Pisarowicz damals bekannten Höhle vergleichbar, da sie eine große Menge an Gipsablagerungen, vom Schwefel gelb gefärbte Wände und ungewöhnliche Speläotheme aufwies.
Im Folgejahr kehrte Pisarowicz mit einem sechsköpfigen Team zurück. Sie nahmen die Daten von insgesamt 1149 Metern des Höhlensystems auf. Aufgrund der hohen Dichte an Tieren wurde ein Gang „The Zoo“ benannt. Die Forscher kamen nicht so schnell wie gewünscht mit ihren Erkundungen voran, weil die von der Decke tropfende Säure Kleidung und Equipment beschädigte und die Haut der Wissenschaftler verätzte.
In den folgenden Jahren fanden immer wieder Expeditionen in die Cueva de Villa Luz statt. Bei der Expedition von 1996/1997 nahm mit Louise Hose erstmals eine professionelle Geologin daran teil, so dass eine genauere Karte gezeichnet werden konnte. In den nachfolgenden Jahren forschten Teams aus Geologen und Biologen in der Höhle. Die Zusammensetzung der Höhlenluft und des Wassers konnte untersucht werden, ebenso das Gestein und verschiedene Kristalle. Auf mikro- und makrobiologischer Ebene wurden die Arten untersucht und der Nachweis erbracht, dass Snottit ein Biofilm aus Mikroorganismen ist. Die Forschung erhielt mit der Zeit immer mehr Fördergelder von Organisationen wie der National Geographic Society und der National Speleological Society.

### Ritual der Zoque
Die Höhle wurde im Jahr 1962 wissenschaftlich erstbeschrieben; Einheimischen war sie bereits vorher bekannt und sie wurde über Jahrhunderte als religiöse Stätte genutzt.
In der Cueva de Villa Luz wurde eines der ältesten religiösen Rituale Tabascos vollzogen, El Ritual de la Pesca de la Sardina Ciega (dt. Das Fischfangritual der blinden Sardine), das auch unter den Namen La Pesca de la Sardina (dt. Der Fischfang der Sardine) und La Ceremonia de la Pesca (dt. Die Zeremonie des Fischfangs) bekannt ist. Dieses Fest indigenen Ursprungs ist eine jahrhundertealte Tradition, bei der das Volk der Zoque verschiedene Naturgottheiten des Regens, des Wassers, der Erde und des Mondes anrief und um ein fruchtbares Jahr mit reichen Ernten, Fischfang und Regen bat. Das Ritual wurde am Ende der Trockenzeit im Frühjahr durchgeführt. Nach der katholischen Missionierung entwickelte sich eine Mischkultur aus christlichem und ursprünglichem Glauben. In den 1940er Jahren beendeten die Einwohner Tapijulapas diese Tradition, da die indigene Religion und die Sprache der Region an die europäische Kultur verloren gingen. Ab 1987 wurde das Ritual auf Bestreben eines Einheimischen wiederbelebt bzw. nachgespielt. Die Neuauflage der Tradition findet in der Semana Santa, genauer am Palmsonntag, statt.
Für die ursprüngliche Zeremonie kleideten sich die Teilnehmer in traditionelle Trachten und trafen sich morgens in der Nähe der Höhle. Dort pulverisierten Frauen Barbascowurzeln, indem sie diese auf dem Karstgestein abschabten. Für Barbasco wurden Pflanzen der Art Serjania mexicana aus der Familie der Seifenbaumgewächse genutzt, die in der Nähe wachsen und das Gift Rotenon enthalten. Das zerriebene Barbasco wurde mit Limette und Kalk gemischt und als Paket in ein Bananenblatt eingewickelt. Anschließend pilgerte die Gruppe unter Trommel- und Flötenspiel zum Eingang der Cueva de Villa Luz. Neben den Barbascopaketen nahmen sie geflochtene Weidenkörbe mit Kerzen und Wildblumen als Opfergabe für den Gott Chaac mit. Der Anführer der Prozession trug dabei ein Gefäß mit Copal, das als Weihrauch diente.
Vor dem Eintritt in die Höhle fand ein traditioneller Tanz statt, der vom Anführer begonnen wurde. Die anderen Teilnehmer sahen zunächst zu, später tanzten sie im Kreis um ihn herum. Nach dem Tanz erhob der Anführer den Korb mit Blumen, Kerzen und Weihrauch als Gruß an die Götter. Sobald die Musik beendet war, sprach der Anführer ein Gebet, um von den Geistern der Ahnen Erlaubnis für das Betreten der Höhle zu erhalten.
In der Höhle gingen die Teilnehmer so tief in die Höhle, wie es die Lichtverhältnisse zuließen. Dort entleerten sie die Barbascopakete in das Wasser. Die Nutzung von Barbasco ist in Mittelamerika eine traditionelle Fischfangtechnik. Durch das Rotenon wird die Atmung der Fische gehemmt, so dass die Fische träge werden und sich an der Oberfläche sammeln. So konnten die Zoque die betäubten Fische mit den Körben von der Oberfläche abschöpfen.
Die Kärpflinge bildeten eine Nahrungsquelle für die Zoque, wenn am Ende der Trockenzeit wegen der ausfallenden Ernte eine Nahrungsknappheit bestand. Obwohl die Fische vergiftet wurden, war für die Menschen der Verzehr der Fische ungefährlich. Die gefangenen Fische wurden getrocknet und mit Eiern als Tamale zubereitet. Wenn die Trockenzeit bis zum Mai nicht endete, wurde das Ritual wiederholt.

#### Das Ritual in der heutigen Zeit
Zwischen dem ursprünglichen und dem wiederbelebten Ritual gibt es einige Unterschiede. Früher nahmen außer Personen, denen der Weg zu anstrengend war, beispielsweise Schwangere, alle Einheimischen teil. Heute lehnen viele Menschen aus der Region die Zeremonie ab, weil sie darin Blasphemie sehen. Das Ritual ist heute sehr touristisch angelegt. Ungefähr 5000 Touristen kommen zu dem jährlich stattfindenden Ritual. Neben dem eigentlichen Ritual werden in Tapijulapa Alkohol ausgeschenkt und Volkstänze präsentiert.
Während früher große Mengen an Fisch gefangen wurden, werden heute die Mengen an Barbasco beschränkt. Deshalb kommt es nur zu einer symbolischen Ernte, bei der nur eine geringe Menge an Atlantikkärpflingen gefangen wird.

#### Gebet bei dem Ritual
Das Gebet spricht der Anführer der Feierlichkeiten und es richtet sich an die Geister der Vorfahren, die in der Höhle wohnen.
Deutsche Übersetzung:

Guten Morgen Opa

Guten Morgen Opa

Guten Morgen Opa

Empfange unseren Gruß

Und höre, was wir dich fragen:

Unsere Familien haben Hunger,

Unsere Kinder haben Hunger,

Und im Namen des Gottes und des Wassers,

Und im Namen der Sonne und des Mondes,

Und im Namen unserer Mutter Erde,

Gib uns unsere Fische.

Lass uns in dein Haus,

um den Kochtopf in deinen Bach zu werfen.

Vielen Dank Opa

Vielen Dank Opa!

In deinem Namen bringen wir unsere Opfergaben

Von unserem ganzen Herzen

## Gefährdung
1988 wurde das Gebiet der Cueva de Villa Luz vom Kongress von Tabasco zu einem Naturschutzgebiet erklärt. Gefahr für die Höhle besteht durch Massentourismus, eine veränderte Landnutzung und die Entwaldung des Gebietes, da dadurch die Erosion voranschreiten würde. Der Tourismus belastet das recht kleine empfindliche Ökosystem in der Cueva de Villa Luz stark. Aus diesem Grund wird die Menge des eingesetzten Gifts bei der Zeremonie der Zoque beschränkt, wodurch sich die Fangmenge der Atlantikkärpflinge verringert.
Obwohl sich die Höhle in einem Naturschutzgebiet befindet, hat ein Privatinvestor im Jahr 2021 ein Landstück erworben, das teilweise oberhalb der Höhle liegt, um dort Mais anzupflanzen. Eine landwirtschaftliche Nutzung könnte durch Einträge von Düngemitteln oder Pestiziden das Ökosystem der Höhle schädigen. Folkloristen sprachen sich gegen die potentielle Nutzung des Gebiets aus, da durch die Gefährdung des Ökosystems auch das Ritual des Fischfangs, das als kulturelles und touristisches Erbe der Region um Tapijulapa gelte, gefährdet wäre. Aus diesem Grund forderten sie mit einer zusätzlichen Unterschriftensammlung, den Verkauf von drei Hektar Land gründlich zu untersuchen. Aufgrund des Rechtsstreits um die Nutzung und die Besitzansprüche des Gebiets der Höhle wurde das Fest des Fischfangs im Jahr 2022 an einem anderen Ort im El Azufre durchgeführt, wo eine Bühne und ein improvisierter Nachbau einer Höhle für das Ritual genutzt wurden.